# Gemma Sutton
Gemma Sutton (...) è un'attrice, cantante e ballerina britannica, nota soprattutto come interprete di musical.
Nel 2008 ha debuttato nel West End nell'adattamento musicale di Via col vento, un cui interpretava la sorella minore di Rossella O'Hara ed era la sostituta per la parte di Melania (il ruolo ricoperto da Olivia de Havilland nel film). Ha preso parte alla stagione estiva del Regent's Park Open Air Theatre del 2010, con i musical The Boyfriend e Lady Be Good e con le opere di prosa Macbeth e Sogno di una notte di mezza estate. Sempre nel 2010 recita al Savoy Theatre di Londra nella prima produzione inglese di Legally Blonde; interpreta il piccolo ruolo di Enid ed è la sostituta di Sheridan Smith per il ruolo principale.
Dopo aver recitato in tour nazionali di Oklahoma! e Hairspray, recita nel ruolo di Roxie Hart nella produzione di Leicester del musical Chicago. Nel 2014 interpreta Julie Jordan nella produzione dell'Arcola Theatre (Londra) di Carousel. Nell'ottobre 2014 interpreta Dainty June nella produzione di Chichester del musical Gypsy: A Musical Fable, con Imelda Staunton e Lara Pulver. Nel 2015 resta nel cast di Gypsy quando il musical va in scena al Savoy Theatre di Londra. Nel settembre 2015 Lara Pulver ha lasciato il cast e la Sutton l'ha sostituita nel ruolo principale di Gypsy Rose Lee. Nel 2016 ha recitato con Michael Crawford nell'adattamento musicale de Il messaggero all'Apollo Theatre.